# Mega Rock in die Ferien
Mega Rock in die Ferien (eigene Schreibweise: mega–ROCK in die Ferien) war ein Musikfestival der Zeitungsgruppe Thüringen, das von der Veranstaltungsagentur Semmel Concerts organisiert wurde und jährlich etwa 10.000 Besucher anlockte. Von 2002 bis 2005 präsentierte der Radiosender Jump das Musikfestival. Ab 2006 unterstützte Antenne Thüringen das Teenierockfestival. 
Es fand seit 1999 immer zu Beginn der Sommerferien in Thüringen auf dem Messegelände in Erfurt statt und richtete sich vor allem an jüngere Schülerinnen und Schüler. 2013 entschied sich der Veranstalter, die Zeitungsgruppe Thüringen, aus Kostengründen gegen die Fortführung der Konzertreihe.
Entgegen dem Namen lag der Schwerpunkt des Festivals von Anfang an nicht auf Rock, sondern eher auf massentauglicher Popmusik. Dabei standen immer sowohl aktuell in den Charts erfolgreiche Künstler als auch Newcomer auf der Bühne. 2005 hatten beispielsweise Tokio Hotel hier einen ihrer ersten großen Auftritte. 
Die beteiligten Musiker waren:

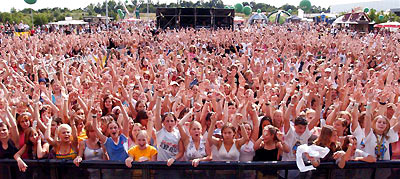
Mega Rock, vol. VII (2005)

- 1999: Echt – Lou Bega – De/Vision – Glow – Cappuccino – be – Anja Krabbe
- 2000: Bananafishbones – Gil – Die 3. Generation – Zlatko – Yamboo – Anger 77 – DINa4
- 2001: Ayman – Rednex – 4Unique – Big Kahuna – Naima – Walter – Zeitsprung – New Paints
- 2002: Jeanette – B3 – Ben – ATC – Sub7even – DINa4 – Echolot – Stromgitarre
- 2003: Bro’Sis – Wonderwall – Patrick Nuo – Samajona – DINa4 – Freistil – milchkaffee zum frühstück – Tapete
- 2004: Silbermond – Overground – Vanilla Ninja – Sandy – Frameless – Cle – Cornamusa – Big Kahuna – Überflüssig – BurNouT – d-tuned radio
- 2005: US5 – Tokio Hotel – Annett Louisan – Christina Stürmer – Nu Pagadi – Lukas Hilbert – Laith Al-Deen – Revolverheld – Wunder – Lunik – Culture Beat – Bosse – Josy Pale – Mensa
- 2006: Tobias Regner – LaFee – Rapsoul – Philippe – Sandy Mölling – Dascha Semkov mit SoulAG (DSDS 2006) – Jonathan Walter – Tympanus Forte – Nathalie Tineo – New Paints – Madisin – Lolapaloosa – Sam Jessin
- 2007: Monrose – Killerpilze – Clueso – Lexington Bridge – Liza Li – dachterrasse – Lolapaloosa – Nailpolish – Chocolate Box – Surfaces
- 2008: Stefanie Heinzmann – Jimi Blue Ochsenknecht – Panik – Empty Trash – Marquess – beFour – Aloha from Hell – Doppel U – Chocolate Box – Heatfactory – Beats of Loner – MPac – Susan Sideropoulos (Co-Moderation)
- 2009: Stanfour – Queensberry – Fräulein Wunder – Eisblume – Cherona – Freischwinger – d–tuned radio – Acid Stereo – Phoenixfire – Robeat – Susan Sideropoulos (Co-Moderation)
- 2010: Culcha Candela – Jennifer Rostock – Rock It! – Livingston – Saphir – Doppel U – Revolving Door – Daniel Orange – Nina Moghaddam (Co-Moderation)
- 2011: Die Atzen – Patrick Nuo – Die Happy – The Black Pony – Auletta – Crayfish – Doppel U – The Saltlake Saviors – Robeat – Nina Moghaddam (Co-Moderation)
- 2012: Frida Gold – Glasperlenspiel – Max Giesinger – Sebastian Wurth – Jenix – Fabian Buch – Doppel U – The Stereo Monkeys – Tapes in Mailboxes – Nina Moghaddam (Moderation)